# 알마즈-안테이
알마즈-안테이(ОАО "Концерн ВКО "Алмаз-Антей"»)는 러시아 모스크바에 본사를 둔 국영 방위산업체이다. 세계 14위 규모이다.

## 역사
2002년 러시아 블라디미르 푸틴 대통령이 대통령 포고령 412로 국영 무기회사 알마즈-안테이를 설립했다.
2003년 알마즈-안테이 회장 이고르 클리모프가 총격살해되었다. 회사내 비자금과 관련된 것으로 알려졌다.

## 대한민국
한국은 미국 레이시온의 나이키 허큘리스, 패트리어트 미사일을 수입하며, 알마즈 안테이에서 천궁 미사일과 해궁 미사일을 수입한다.

## 같이 보기
- 로소보로넥스포르트
- 로스텍
- 우랄바곤자보드